# Francisco Pierrá
Francisco Pierrá Gómez (Cádiz, 22 de diciembre de 1895-Madrid, 6 de febrero de 1975) fue un actor teatral y cinematográfico español  

## Biografía

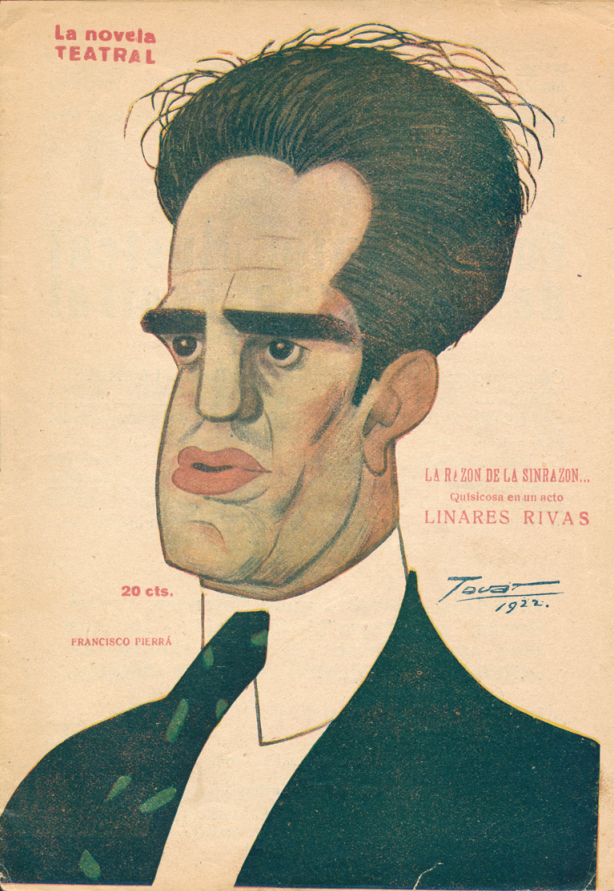
Caricaturizado por Tovar en un número de La Novela Teatral (1922)

Se inicia sobre las tablas en el género lírico, para pasar más adelante a la comedia. En esa época pudo trabajar en las compañías de algunas de las más grandes figuras del teatro español del momento, como Rosario Pino, Enrique Borrás, Margarita Xirgu y Ricardo Puga. Al incorporarse a la compañía de Carmen Cobeña, realizó una amplia gira por América Latina.
Entre sus mayores triunfos sobre las tablas pueden mencionarse La niña de Gómez Arias, de Eduardo Marquina, La noche del sábado, de Jacinto Benavente, Flores y Blancaflor de Fernández Ardavín o Nidos sin pájaro de los Hermanos Álvarez Quintero, junto a su esposa Amparo Martí, con la que había contraído matrimonio en 1928 y con la que formó compañía propia.
Otros estrenos destacados fueron Atrévete, Susana (1941), de Ladislas Fodor; Al amor hay que mandarlo al colegio (1949), de Benavente; Criminal de guerra (1951), de Joaquín Calvo Sotelo; Callados como muertos (1952), de José María Pemán; La mariposa y el ingeniero (1953) y La muralla (1954), ambas de Joaquín Calvo Sotelo; La herida luminosa (1955), de Josep Maria de Sagarra; ¿Dónde vas, Alfonso XII? (1957), de Juan Ignacio Luca de Tena, Papá se enfada por todo (1959), de Alfonso Paso, El glorioso soltero (1960), de Joaquín Calvo Sotelo, Sentencia de muerte (1960) y Aurelia y sus hombres (1961), ambas de Alfonso Paso, Los árboles mueren de pie (1963), de Alejandro Casona, Cita en Senlis (1963), de Jean Anouilh, Su amante esposa (1966), de Jacinto Benavente, El tragaluz (1967) de Buero Vallejo o Tango (1970), de Sławomir Mrożek.
Su paso por el cine incluye cintas como La linda Beatriz (1939), Teatro Apolo (1950), Morena Clara (1954), Pescando millones (1959), Los económicamente débiles (1960), El mundo sigue (1964), El jardín de las delicias (1970) o Jenaro, el de los 14 (1974).

## Premios
Medallas del Círculo de Escritores Cinematográficos
| Año  | Categoría              | Película                  | Resultado |
| ---- | ---------------------- | ------------------------- | --------- |
| 1970 | Mejor actor de reparto | El jardín de las delicias | Ganador   |

- Medalla de oro al Mérito en el trabajo en 1971.